# Rodolfo García
Rodolfo García (Buenos Aires, 23 febbraio 1946 – Buenos Aires, 4 maggio 2021) è stato un batterista e musicista argentino, appartenente al gruppo di musicisti che lanciarono il rock nazionale negli anni sessanta.

## Biografia
È stato il fondatore (insieme a Luis Alberto Spinetta, Edelmiro Molinari e Emilio del Guercio), di Mandorla, una delle bande originarie del rock argentino. In seguito è stato il batterista di Aquelarre, un'altra delle grandi bande storiche argentine pilastro del pop-rock spagnolo.
Nonostante non essere mai stato un cantante solista e non aver mai utilizzare la sua voce per cantare in cori, Rodolfo García cantò due canzoni, per il gruppo Mandorla ("Campi Verdi", 1969) e il gruppo Aquelarre ("Silenzio Marginale", 1973), che raggiunsero un esito notevole nella storia di questi due gruppi.
Rodolfo García studiò la batteria nell'anno 1969 con il rinomato batterista e percussionista dell'Orchestra del Teatro Colón, Alberto Alcalá.
Rodolfo García, ex batterista del gruppo Mandorla, dopo aver suonato con varie band, fondò La Baracca. Il gruppo ebbe il suo debutto alla fine dell' '89, non solo suonando le proprie composizioni, ma incorporando temi di autori sconosciuti. Pubblicarono un album nel '91 e si sciolsero nel '93.
Nel 2014 fu nominato Direttore Artistico Nazionale durante la presidenza di Cristina Fernández di Kirchner.
Il 28 di aprile 2021 svenne nella sua casa a causa di un ictus. Dopo essere stato ricoverato d'urgenza in ospedale venne operato chirurgicamente, ma nonostante ciò morì il 4 maggio successivo all'età di 75 anni.

## Carriera musicale
- 1968 - 1970: Mandorla
- 1971: Nebbia's Band
- 1972 - 1977: Aquelarre
- 1978 - 1983: Tantor
- 1979 - 1981: Mandorla
- 1989 - 1993: La Baracca

Negli anni '80 collaborò anche con le band di Victor Heredia, Pedro e Pablo, e in uno spettacolo di Riff a Comodoro Rivadavia.
Nell'anno 2002 collaborò con Daniel Ferrón e Alejandro del Prado della banda Posporteño.

## La Baracca
- Marcelo Muir: chitarra
- Miguel Bassi: basso
- Pedro Conde: voce e chitarra
- Rodolfo García: batteria, percussione e voce